# Trikeraia
Trikeraia is een geslacht uit de grassenfamilie (Poaceae). De soorten van dit geslacht komen voor in gematigd Azië en tropisch Azië.

## Soorten
Van het geslacht zijn de volgende soorten bekend: 
- Trikeraia hookeri
- Trikeraia oreophila
- Trikeraia pappiformis
- Trikeraia tianshanica